# Бена (Италия)
 Тази статия е за селото в Северна Италия.  За етническата група в Танзания вижте Бена.  
Бѐна (на италиански и на пиемонтски: Benna) е село и община в Северна Италия, провинция Биела, регион Пиемонт. Разположено е на 162 m надморска височина. Населението на общината е 1183 души (към 2010 г.).